# Federación Vasca de Fútbol
La Federación Vasca de Fútbol (en euskera, Euskadiko Futbol Federakundea) (FVF-EFF) es la federación territorial de la Real Federación Española de Fútbol en el País Vasco.
La federación gestiona a la selección Vasca de fútbol, así como varias ligas nacionales, como la Liga Vasca Juvenil y la Liga Vasca Femenina, así como la fase autonómica vasca de la Copa Federación.
También organiza el Grupo IV de la Tercera Federación pero, a diferencia de la mayoría de federaciones autonómicas, delega la organización de las categorías inferiores en las federaciones provinciales de Álava, Guipúzcoa y Vizcaya.

## Secretario general
- Kepa Allica (2014-)[1]
- Jon Ander Gamboa (1993-2014)[2]